# STMPD RCRDS
STMPD RCRDS (vyslovováno „Stamped Records“) je nahrávací společnost založená 4. března 2016 DJem, producentem a hudebníkem Martinem Garrixem.
Martin Garrix poprvé oznámil, že vytváří vlastní nahrávací společnost v holandské televizní show a v miniseriálu YouTube The Martin Garrix Show. Tato zpráva přišla rychle poté, co Garrix opustil Spinnin Records a MusicAllStars Management 27. srpna 2015. Důvodem opuštění byl nesouhlas mezi ním a Spinninem o vlastnických právech jeho hudby.
Název labelu STAMPEDE (v překladu „orazítkovat“) byl inspirován dražební společností Garrixova otce.
11. března 2016 byl pod labelem vydán první singl s názvem „Now That I've Found You“. Jeho autorem je Garrix, účinkují na něm zpěváci John Martin a Michel Zitron.

## Umělci
- AREA21
- Arty
- Bad Decisions
- Blinders
- Brooks
- CMC$
- Codes
- Conro
- Crash Land
- David Guetta
- Disero
- Dyro
- Gigamesh
- GRX
- Jay Hardway
- Joe Mason
- Julian Jordan
- Justin Mylo
- LIØNE
- Loopers
- Loud Luxury
- Martin Garrix (Zakladatel)
- Matisse & Sadko
- Medasin
- Mesto
- Michael Amani
- Salvatore Ganacci
- Silque
- Todd Helder
- Ytram